# Facultad de Ciencias Agrarias (UNAL Medellín)
La Facultad de Ciencias Agrarias es una institución dedicada fundamentalmente a la enseñanza en las áreas de la agronomía y la pecuaria. La Facultad pertenece a la Universidad Nacional de Colombia y junto con otras cuatro facultades, que son las de Arquitectura, Ciencias, Ciencias Humanas y Económicas, y de Minas, constituye la Sede Medellín de dicha Universidad. Es considerada además como la Facultad de Agronomía más importante de Colombia.

## Historia
El 23 de marzo de 1914, Pedro José Berrío, como presidente de la Asamblea Departamental de Antioquia, sentó las bases para la creación de la Escuela de Agricultura Tropical y Veterinaria, en Medellín o sus alrededores. 
Sin embargo, la ordenanza sólo tuvo cumplimiento a partir del 10 de octubre de 1916, fecha en la cual se iniciaron las labores académicas, en el sitio denominado Fontidueño, jurisdicción del municipio de Bello y bajo la dirección del doctor Eduardo Zuleta Gaviria. Como el país carecía de técnicos, se trajeron profesores calificados de los Estados Unidos, Puerto Rico, Cuba, Francia y Alemania.
El 28 de abril de 1918 se aprobó la Ordenanza N° 30, por medio de la cual se reorganizó la Escuela y se estableció un curso completo de Agricultura y Veterinaria con cuatro años de estudio, para conferir el Diploma de Agrónomo Veterinario. Las dificultades económicas de 1919, hicieron que la Escuela se trasladara a la ciudad de Medellín, aunque las prácticas de campo se hacían en Fontidueño, a donde se viajaba dos veces por semana. 

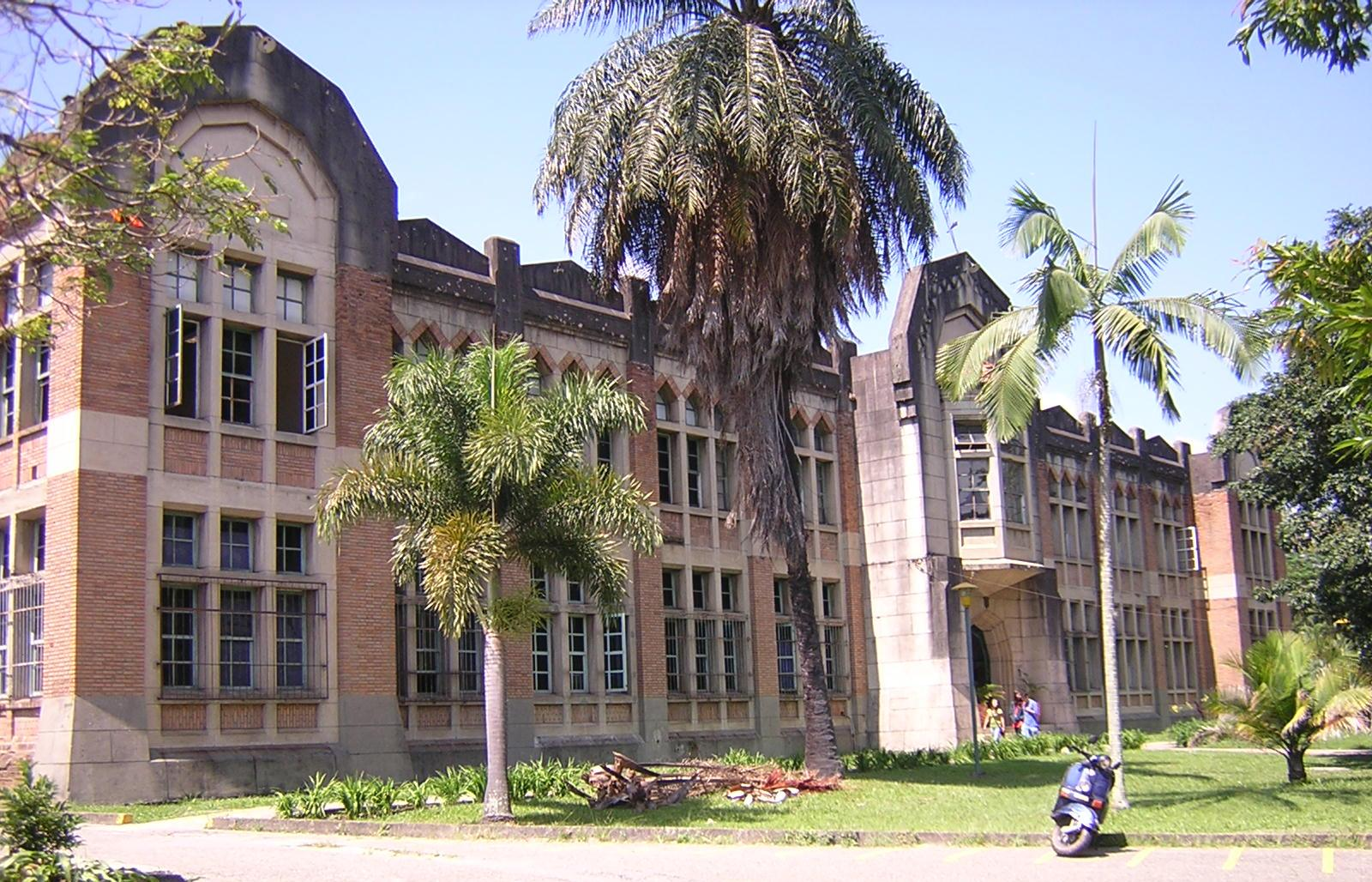
Bloque 41, Campus Central, Universidad Nacional de Colombia sede Medellín.

En 1922, terminaron sus estudios nueve de los noventa y dos estudiantes matriculados en 1916, obteniendo el título de Agrónomo Veterinario, por problemas presupuestales de la Escuela tuvieron interrupciones por lo cual demoraron sus estudios.
Durante los años de 1924 y 1925, la Escuela estuvo al borde del fracaso, debido a la supresión de un Auxilio Especial de $10 000 que había recibido en años anteriores de la Asamblea Departamental de Antioquia. Estas dificultades económicas motivaron una apreciable disminución en su profesorado y la Escuela estuvo a punto de sucumbir. 
En el año de 1926, superada la crisis económica, el Departamento contrató los servicios del doctor Carlos E. Chardón, puertorriqueño, quien modificó el plan de estudios vigente, para dar sólo el título de Ingeniero Agrónomo, suprimiendo en forma definitiva los estudios de Medicina Veterinaria.
En el año de 1927, adquirió el Departarnento, por permuta con el municipio de Medellín, la propiedad denominada "Otrabanda" situada al margen izquierdo del Río Medellín, entre los puentes denominados Colombia y de la carretera al mar, en la parte occidental de la ciudad de Medellín, donde hoy se encuentra la Facultad de Ciencias Agropecuarias.
En 1930, la Asamblea Departamental incorporó a la Universidad de Antioquia la Estación Experimental "Tulio Ospina" y la Escuela Superior de Agronomía Anexa. Igualmente autorizó al Gobernador para vender o permutar el local, de propiedad del Departamento, situado entre la calle Ayacucho y la carrera Villa, con el fin de adquirir con el valor de esta negociación, un predio situado en clima frío para dedicarlo a los cultivos propios de esta zona.
Por la misma Ordenanza se facultó al Gobernador del Departamento para celebrar con el Gobierno Nacional un contrato mediante el cual se pudiera nacionalizar la Estación Experimental y la Escuela de Agricultura con todas sus dependencias.

Fue, sin embargo, en 1930 que el gobernador del Departamento, aprobó con fecha 1° de agosto de 1934, el Contrato de venta a la Nación.

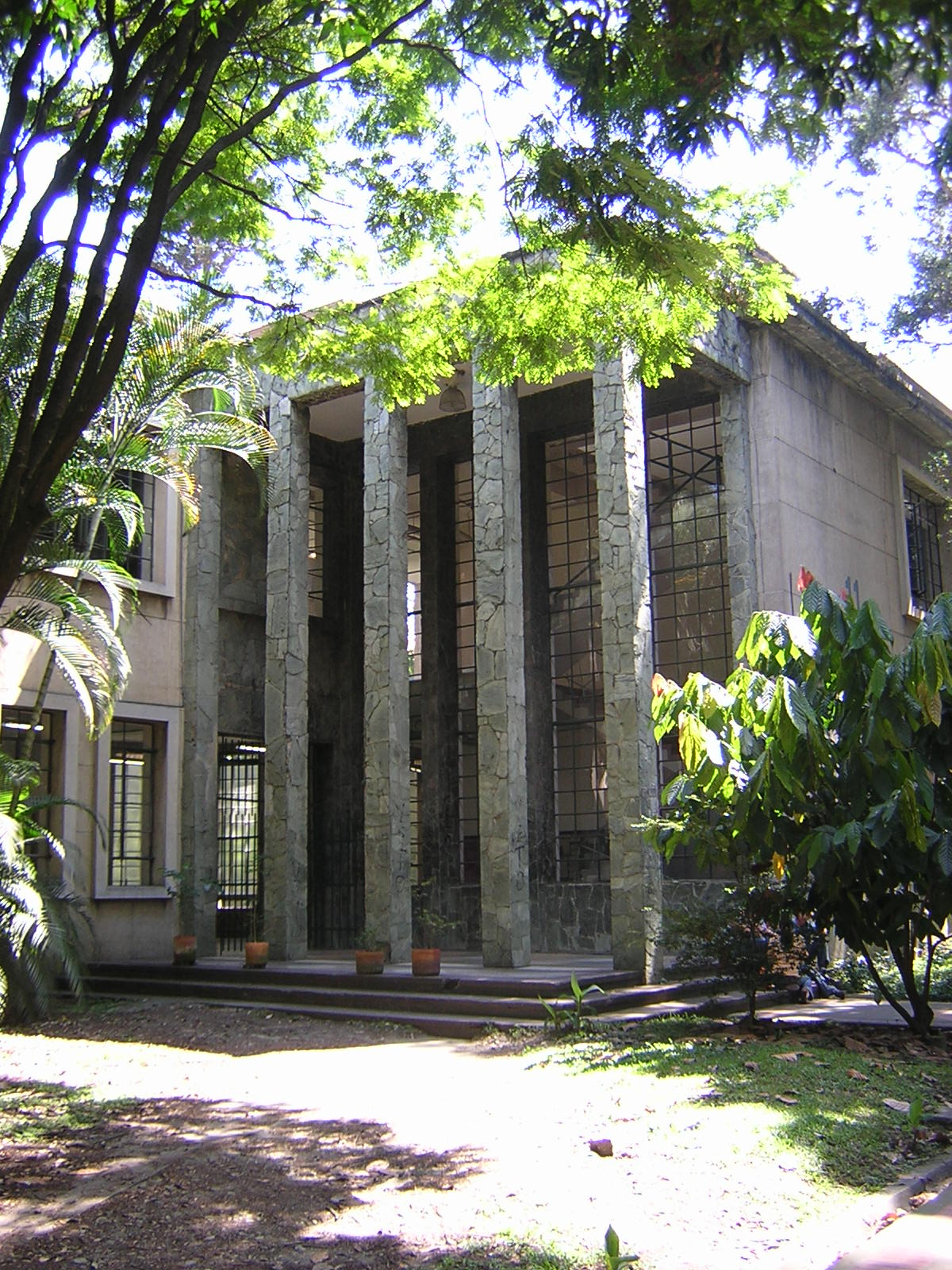
Bloque 11 diseñado por Pedro Nel Gómez, Campus Central, Universidad Nacional de Colombia sede Medellín.

El 1 de febrero de 1935 la Escuela fue elevada al rango de Instituto Agrícola Nacional.
En un comienzo funcionó como dependencia del Ministerio de Agricultura y Comercio. El 1° de febrero de 1937 fue adscrito al Ministerio de Educación Nacional, formando parte de la Universidad Nacional de Colombia.
En 1938, la Universidad pcreó la Facultad Nacional de Agronomía, con base en el Instituto Agrícola Nacional.
En 1951, el Consejo Superior de la Universidad Nacional, creó el Instituto Forestal y la Carrera de Ingeniería Forestal, dependiente de la Facultad. Ya en 1962, el Consejo Superior Universitario, creó la Carrera de Zootecnia, que se inició un año después. En 1967 se graduaron los primeros zootecnistas de la Facultad y de Colombia.
En el mes de mayo de 1962, y auspiciada por la Facultad, se celebró en sus claustros la II Reunión latinoamericana de Facultades de Agronomía, De dicha reunión surgió la Asociación Latinoamericana de Facultades de Agronomía.
En 1967, el Consejo Superior Universitario estableció la "Distribución Académica" de la Universidad Nacional en Medellín y le cambió el nombre de Facultad Nacional de Agronomía por el de "Facultad de Ciencias Agrícolas". Pero en una posterior reestructuración de la Seccional, (1976), recuperó su antiguo nombre.
Continuando con sus programas de expansión y diversificación de la educación agrícola superior, la Facultad presentó al Consejo Académico Universitario, un Proyecto para la creación de la Carrera de Economía Agrícola. Este proyecto fue aprobado el 22 de febrero de 1968 y las labores correspondientes se iniciaron en el segundo semestre del mismo año. 
En 1968, como consecuencia de la integración física, académica y administrativa de las Facultades de la Universidad Nacional de Colombia, en Medellín, la Facultad Nacional de Agronomía aportó todos sus terrenos de "Otrabanda". En estos terrenos se han construido los edificios, necesarios para desarrollar las nuevas actividades académicas y administrativas.
Con motivo de la reestructuración académica de la Seccional de Medellín, en 1976, se trasladó la Carrera de Economía Agrícola a la recién creada Facultad de Ciencias Humanas y las Secciones de Biología, Suelos, Entomología y Fitopatología a la Facultad de Ciencias.
En 1983 del Consejo Superior Universitario, fue aprobado el primer programa de posgrado de la Facultad en Silvicultura y Manejo de Bosques.
En 1987, el Consejo Superior Universitario, cambió el nombre de la Facultad Nacional de Agronomía por el de Facultad de Ciencias Agropecuarias. Luego, en el año 2014, el mismo ente volvió a cambiar el nombre por el que ostenta actualmente, cual es Facultad de Ciencias Agrarias.
Con el apoyo de su infraestructura física y la actividad de su personal docente y administrativo, la Facultad ha desarrollado en los últimos años numerosos e importantes contratos y convenios con entidades nacionales e internacionales que han contribuido al desarrollo del subsector y al prestigio de la institución.

## Departamentos y programas
Para la administración de la docencia, el fomento de la investigación y el desarrollo de programas de extensión a la comunidad universitaria, la Universidad Nacional de Colombia ha organizado las Áreas del Conocimiento en Departamentos o Escuelas como es el caso de otras facultades. La Facultad de Ciencias Agropecuarias cuenta con 6 escuelas las cueles ofrecen cuatro programas de pregrado en modalidad profesional y 13 programas de posgrado en las modalidades de especialización, maestría y doctorado.

### Programas
- Tecnología Forestal

#### Pregrados
- Pregrado en Ingeniería Agrícola
- Pregrado en Ingeniería Agronómica
- Pregrado en Ingeniería Forestal
- Pregrado en Zootecnia

#### Posgrados
- Área Curricular de Agroingeniería y Alimentos
- Área Curricular de Bosques y Conservación Ambiental
- Área Curricular de Producción Agraria Sostenible

- Especialización en Ciencia y Tecnología de Alimentos
- Especialización en Sistemas de Información Geográfica
- Especialización en Nutrición Animal

- Maestría en Ingeniería Agroindustrial
- Maestría en Ciencias Agrarias
- Maestría en Ciencia y Tecnología de Alimentos
- Maestría en Bosques y Conservación Ambiental

- Doctorado en Ciencias Agrarias
- Doctorado en Ecología
- Doctorado en Ciencia y Tecnología de Alimentos

## Dirección
La dirección de la Facultad le corresponde al Consejo de Facultad y al Decano. Colaboradores inmediatos del Decano son los Vicedecanos, el Secretario de Facultad y el Asistente Administrativo. A nivel de sede de la Universidad Nacional en Medellín, la administración está presidida por el Vicerrector y el Consejo de Sede. A escala nacional, las más altas autoridades son el Rector, el Consejo Superior Universitario y el Consejo Académico, constituido este último por los decanos de las cuatro sedes de la Universidad, que son las de Bogotá, Medellín, Manizales y Palmira y los de las tres sedes de presencia nacional que son las de Amazonía, Orinoquía y Caribe.